# Raja Jani
Raja Jani è un film del 1972 diretto da Mohal Sehgal.

## Colonna sonora
1. Lata Mangeshkar – Aa Aa Kuchh Kehna
2. Lata Mangeshkar – A. B. C. D. Chhodo
3. Lata Mangeshkar – Duniya Ka Mela Mele Mein Ladki
4. Kishore Kumar – Jani O Jaani
5. Lata Mangeshkar – Kitna Maza Aa Raha Hai
6. Lata Mangeshkar – Mubarak Ho Tujhe Ae Dil